# Palaeamathes polychroma
Palaeamathes polychroma là một loài bướm đêm trong họ Noctuidae.